# Azagra
Azagra es una villa y un municipio español de la Comunidad Foral de Navarra, situado en la merindad de Estella, en la Ribera del Alto Ebro y a 77 km de la capital de la comunidad, Pamplona. Cuenta con una población de 3756 habitantes (INE 2024)

## Toponimia
Azagra es la única población navarra que tiene un nombre inequívocamente de origen árabe. El topónimo deriva de la palabra árabe al sajra, que significa 'la peña'. La localidad se ubica al pie de un cerro rocoso conocido como la Peña, donde hubo cuevas fortificadas y un castillo.
También puede derivar de  الثغر AṮ-ṮAGR, "la marca" o "la frontera", por situarse en un extremo de la Marca Superior de al-Ándalus. Ṯagr es como los andalusíes llamaban a la región andalusí del Valle del Ebro. Del término ṯagr se deriva zagrí o zegrí, que en español resulta tagarino: Cervantes, en el Quijote, explica que "Tagarinos llaman en Berbería a los moros de Aragón, y a los de Granada, mudéjares".
Su gentilicio es azagrés, -a. A las personas que viven en Azagra se les llama coloquialmente «tarras».

## Geografía

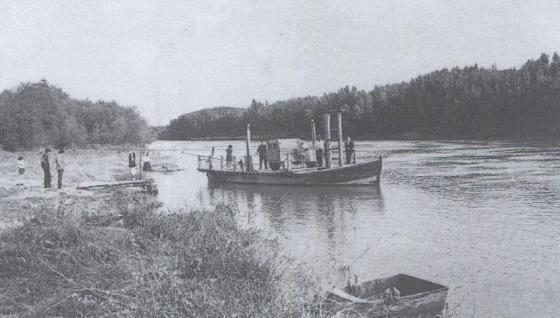
Barca

Situada en la Ribera de Navarra, entre el monte que le da nombre, "La Peña" y la margen izquierda del río Ebro que antiguamente disponía de un embarcadero que se utilizaba para pasar de Azagra (Navarra) a Calahorra (La Rioja).

### Barrios
La Calengua, La Badina, La Paz, San Gregorio, Gregorio Muro, Agrupación San Esteban, Chantrea. Cortes de Navarra, Pamplona

### Localidades limítrofes
Al norte San Adrián, al este con Peralta y Funes y al suroeste con el río Ebro, (Calahorra y Rincón de Soto en La Rioja).

## Demografía
Azagra cuenta con una población de 3756 habitantes (INE 2024).
| Gráfica de evolución demográfica de Azagra entre 1842 y 2021                                                        |
| |
| Población de derecho según los censos de población del INE Población de hecho según los censos de población del INE |

Pirámide de población
Del análisis de la pirámide de población de 2009 se deduce lo siguiente:
- La población menor de 20 años es el 19,06% del total.
- La comprendida entre 20-40 años es el 30,11%.
- La comprendida entre 40-60 años es el 27,9%.
- La mayor de 60 años es el 22,93%.

Esta estructura de la población es típica del régimen demográfico moderno, con una evolución hacia el envejecimiento de la población y la disminución de la natalidad anual.

## Economía
La economía de la localidad se fundamenta en la agricultura, frutas y verduras, destacando muy por encima la producción de uva. La agricultura azagresa cuenta con varias denominaciones de origen:
- Cogollos - D.O.Tudela
- Espárragos - D.O.Navarra
- Pimientos del piquillo - D.O.Lodosa
- Vino - D.O.C.a. Rioja
- Ultracongelados
- Iberfruta

## Administración y política
| Periodo   | Nombre                       | Partido | Partido                                  |
| --------- | ---------------------------- | ------- | ---------------------------------------- |
| 1987-2007 | Basilio Sánchez Lasheras     |         | Partido Socialista de Navarra (PSN-PSOE) |
| 2007-2011 | María Antonia Berisa Sánchez |         | Partido Socialista de Navarra (PSN-PSOE) |
| 2011-2015 | Ismael Pastor Murgui         |         | Unión del Pueblo Navarro (UPN)           |
| 2015-2019 | Ignacio Gutiérrez Sánchez    |         | Partido Socialista de Navarra (PSN-PSOE) |
| 2019-2023 | Rubén Medrano Romeo          |         | Navarra Suma (NA+)                       |
| 2023-act. | Rubén Medrano Romeo          |         | Unión del Pueblo Navarro (UPN)           |

| Partido político                            | 2023  | 2023       | 2019               | 2019               | 2015  | 2015       | 2011  | 2011       | 2007  | 2007       | 2003  | 2003       | 1999  | 1999       | 1995  | 1995       | 1991  | 1991       |
| Partido político                            | %     | Concejales | %                  | Concejales         | %     | Concejales | %     | Concejales | %     | Concejales | %     | Concejales | %     | Concejales | %     | Concejales | %     | Concejales |
| Unión del Pueblo Navarro (UPN)              | 59,6  | 7          | Navarra Suma (NA+) | Navarra Suma (NA+) | 39,90 | 4          | 47,24 | 5          | —     | —          | 44,51 | 5          | 45,19 | 5          | 47,71 | 5          | 42,92 | 5          |
| Partido Socialista de Navarra (PSN-PSOE)    | 39,13 | 4          | 45,31              | 5                  | 48,78 | 6          | 39,73 | 5          | 63,05 | 9          | 48,14 | 6          | 46,62 | 6          | 57,17 | 6          | 55,22 | 6          |
| Navarra Suma (NA+)                          | —     | —          | 53,20              | 6                  | —     | —          | —     | —          | —     | —          | —     | —          | —     | —          | —     | —          | —     | —          |
| Agrupación Alternativa Azagresa (A++)       | —     | —          | —                  | —                  | 9,29  | 1          | —     | —          | —     | —          | —     | —          | —     | —          | —     | —          | —     | —          |
| Convergencia de Demócratas de Navarra (CDN) | —     | —          | —                  | —                  | —     | —          | 8,82  | 1          | —     | —          | —     | —          | —     | —          | —     | —          | —     | —          |
| Izquierda-Ezkerra (I-E)                     | —     | —          | —                  | —                  | —     | —          | —     | —          | 14,36 | 2          | 5,22  | 0          | 3,71  | 0          | —     | —          | —     | —          |
| Independientes de Navarra (IN)              | —     | —          | —                  | —                  | —     | —          | —     | —          | —     | —          | —     | —          | 1,74  | 0          | —     | —          | —     | —          |

## Cultura

### Patrimonio

#### Monumentos religiosos

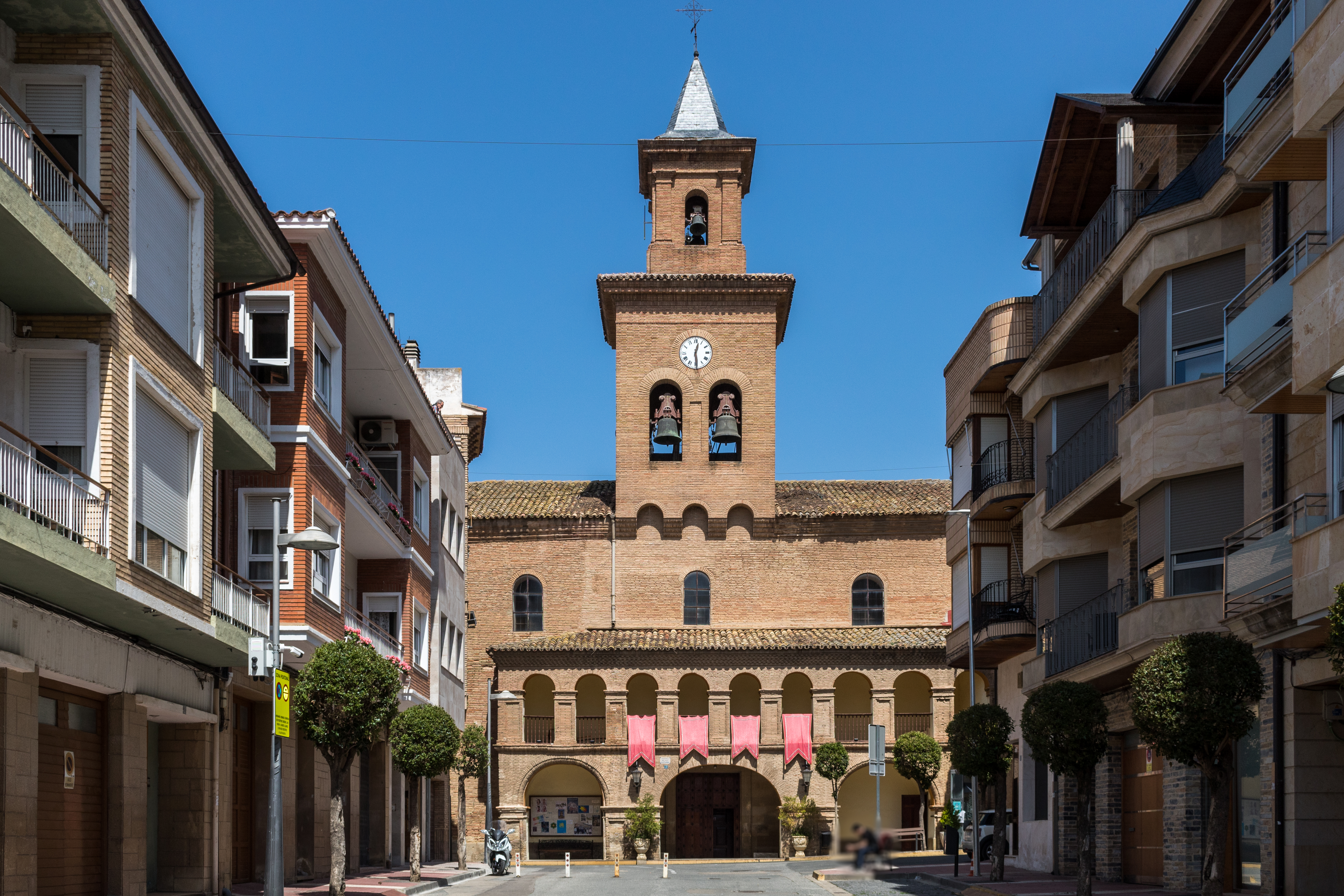
Iglesia del Salvador

- Iglesia del Salvador: La iglesia del Salvador (siglo XVI) es un edificio gótico-renacentista de nave única, cabecera pentagonal y capillas entre los contrafuertes. El retablo mayor, junto con los laterales de San Francisco Javier y San Gregorio Taumaturgo forman uno de los mejores conjuntos del barroco navarro.
- Basílica de Nuestra Señora del Olmo: Contiene una de las tallas marianas más bellas de navarra, la de Ntra. Sra. del Olmo.
- Basílica de San Esteban (Argadiel)

#### Monumentos civiles
- El Fortín (La barca)
- Bodegas Manzanos desde 1890
- Viñedos
- Bodega San Gregorio

### Fiestas
- 3 de febrero, fiesta de San Blas
- 1 de mayo, día del trabajo
- 15 de mayo, fiesta de San Isidro Labrador
- Último sábado de mayo, fiesta de San Esteban
- El fin de semana más próximo al 15 de agosto se celebran las fiestas de la Juventud
- Del 7 al 14 de septiembre, fiestas en honor de la Virgen del Olmo
- 17 de noviembre, fiestas de San Gregorio

### Gastronomía
- Caracoles a la marrana
- Sopas de cerdo (pan horneado junto a la cabeza de un cerdo que recoge la grasa que cae)
- Rancho
- Chuletillas de cordero al sarmiento
- Espárragos de navarra
- Verduras: cardo, acelga, brócoli, coliflor, etc.
- Alcachofas de Tudela
- Vino de Rioja
- Frutas variadas
- Melocotón de Azagra (variedad tardía)

### Deporte

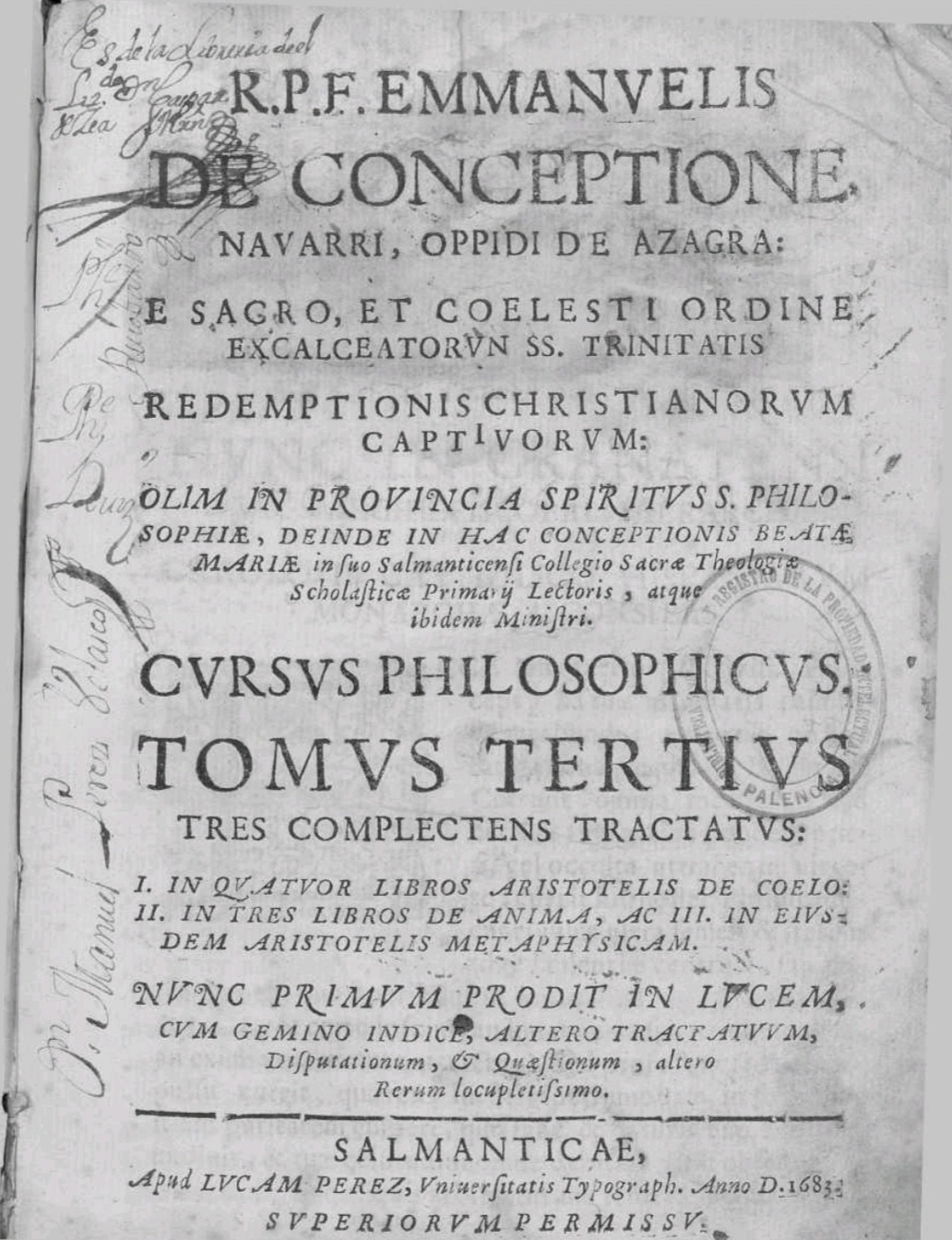
Fray Manuel de la Concepción. Curso Filosófico, tomo tercero. Salamanca, 1683.

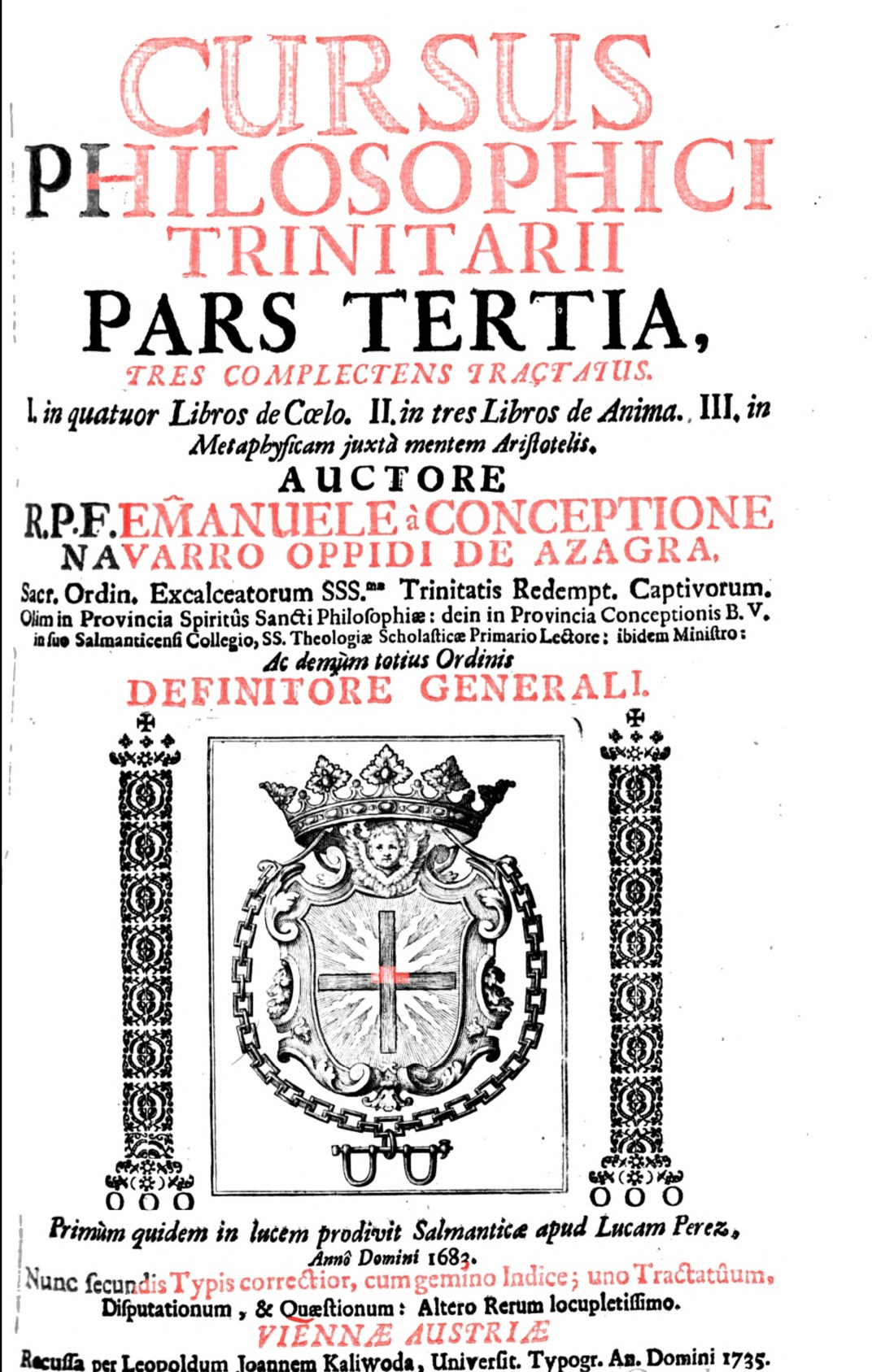
Fray Manuel de la Concepción. Curso Filosófico Trinitario, tomo tercero. Salamanca, 1683. Edición Viena 1735

- Club Deportivo Peña Azagresa de fútbol
- C.B.Azagra (Autonómica)
- Club de Atletismo de Azagra
- Club Ciclista Peña Azagresa
- Club de Karate

Destacan las competiciones de piragüismo celebradas en la localidad, validables para el campeonato de España. Hay una gran afición motera que cuenta con un motoclub de unos 30 socios. MOTO CLUB BOX
Además el tramo del río Ebro está señalizado como de "Pesca sin muerte", contando la villa con una gran afición.

## Personas célebres
- Pedro Ruiz de Azagra, noble de la localidad al que le fue donado el Reino de Albarracín por parte de los almorávides en 1170.
- José Antonio Villalar, más conocido como el "saltamontes", que colaboró en la batalla de las Navas de Tolosa 1212 como jefe del ejército arquero de Sancho VII Rey de Navarra.
- Fray Manuel de la Concepción (Azagra, 1627- Pamplona, 2/2/1700). Religioso trinitario, lector de filosofía hasta su dedicación a la enseñanza de esa materia en el colegio de la orden en Salamanca. Cabe destacar su labor como teólogo y moralista, continuación de la obra de su tío Leandro del Santísimo Sacramento. Autor de dos compendios de teología moral y obras filosóficas y teológicas destinadas a sus tareas docentes; casi todas ellas editadas: "Cursus Philosophiae trinitarius", Salamanca, 1683; "De sacrosancto poenitentiae sacramento", Pamplona, 1687; "Tractatus de scientia Dei"; "Tractatus de ineffabili mysterio Trinitatis", Pamplona, 1700. Fue superior de los conventos de Alfaro (1674-1677) y Salamanca (1680-1683).